# Hôpital d'instruction des armées Sainte-Anne
Ne doit pas être confondu avec Centre hospitalier Sainte-Anne.
L'Hôpital National d'Instruction des Armées (HNIA) Sainte-Anne à Toulon, situé boulevard Sainte-Anne sur les pentes du bas-Faron, est un établissement hospitalier dépendant du ministère des Armées (Service de Santé des Armées), accueillant tous les assurés sociaux civils ou militaires.

## Missions

### Hôpital de service public
L'hôpital national d'instruction des armées Sainte-Anne assure un concours au service public hospitalier et accueille tous les assurés sociaux, civils ou militaires.
C'est un établissement médico-chirurgical de près de 400 lits comportant l'ensemble des disciplines médico-chirurgicales et techniques, à l'exception de la gynécologie-obstétrique, la pédiatrie, la radiothérapie, la chirurgie cardiaque. Il dispose notamment de disciplines de référence au plan du territoire de santé local : neurochirurgie, centre de traitement des brûlés, chirurgie thoracique, oncodermatologie, médecine hyperbare, radiologie interventionnelle, médecine des voyages, centre de traitement des blessés radio-contaminés, centre d'expertise du personnel navigant de l'aéronautique.

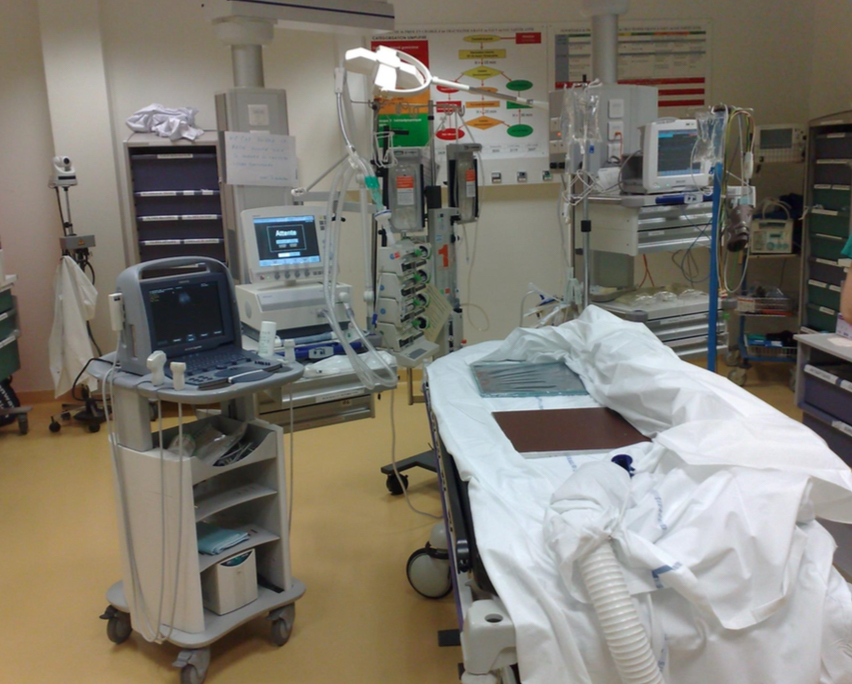
Salle d'Accueil des Urgences Vitales (Trauma Center HIA Sainte Anne)

 Par ailleurs, il est référencé Trauma Center de niveau 1 par l'ORU-PACA (comme les CHU Nord et Timone de l'Assistance publique - Hôpitaux de Marseille et le CHU de Nice uniquement), et constitue donc le centre de référence dans le Var pour la prise en charge des traumatisés sévères (accidents graves de la circulation, chutes, blessures par armes, etc.). C’est un des deux seuls hôpitaux militaires dans ce cas avec l'Hôpital d'instruction des armées Percy de Clamart.

### Hôpital militaire
L'HNIA Sainte Anne participe pleinement à la mission prioritaire du Service de Santé des Armées dont il dépend: le soutien médical des forces armées. Ses personnels sont ainsi déployés régulièrement pendant plusieurs semaines ou mois en opérations extérieures, notamment en armant les antennes chirurgicales ou les groupements médicochirurgicaux à l'étranger.
En métropole, l'HNIA assure également une activité d’expertise au profit des nombreux militaires de l'aire toulonnaise (consultations de spécialistes pour aptitude médicomilitaire). Le personnel militaire dispose par ailleurs d’un accueil prioritaire aux soins.
Enfin, l’activité médicochirurgicale importante, notamment de traumatologie engendrée par son Trauma center de niveau 1, est un atout indispensable pour le maintien à niveau de ses personnels pour la préparation opérationnelle.

### Activité d'enseignement et recherche
Comme tous les Hôpitaux d'Instruction des Armées, il a une vocation de formation. Ses services cliniques sont ainsi accrédités pour accueillir des internes, des praticiens en formation et des étudiants hospitaliers, en conformité avec les recommandations universitaires.
Il participe également à des activités de recherche clinique dans de nombreux domaines, notamment en traumatologie, réanimation, cancérologie, etc.

### Centre d’expertise médicale du personnel navigant
L’Hôpital Sainte-Anne accueille également l’un des quatre Centre d’Expertise Médicale du Personnel Navigant (CEMPN) de métropole. Ce centre est chargé de délivrer les certificats d’aptitude des personnels navigants (PNC et PNT) tel que les hôtesses de l’air, stewards et pilotes de ligne.

## Historique

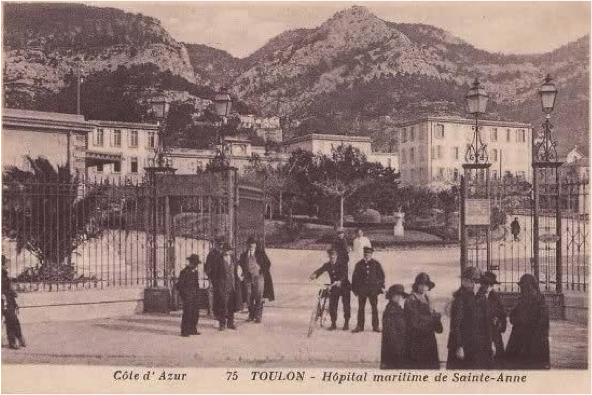
Hôpital maritime Sainte Anne de Toulon au début du 20e siècle

Cet établissement, ancien hôpital de la Marine, avait initialement été mis en service en 1910. En 1966, l'hôpital maritime devient l'Hôpital d'Instruction des Armées (HIA) Sainte-Anne.
Cet HIA a fait l'objet d'une reconstruction de 2002 à 2007 sur le site de l’ancienne école du personnel paramédical des armées (EPPA), face à l’ancien hôpital de l’autre côté du boulevard Sainte Anne. Le nouvel hôpital, conçu par l’architecte urbaniste français Aymeric Zublena (auteur du Stade de France, HEGP, etc.), a été mis en service en 2008.
Les pavillons de l’ancien hôpital accueillent désormais en partie les locaux de l'école du personnel paramédical des armées qui forme les infirmiers des Forces armées jusqu’à son déménagement sur le site des EMSLB de Lyon-Bron, la Direction Régionale du Service de Santé des Armées, plusieurs centres d’expertises et d'autres organismes administratifs dépendant du Service de Santé des Armées.

## Décorations
- La Croix de la Valeur militaire a été décernée à l'HIA Sainte Anne le 11 décembre 2014, en récompense de l'action de ses personnels déployés lors de l'Opération Serval au sein de plusieurs antennes chirurgicales[7].